# Nurnus
Nurnus (in armeno Նուռնուս?) è un comune dell'Armenia di 538 abitanti (2008) della provincia di Kotayk'.